# Südliche Wilhelmsburger Wettern
El Südliche Wilhelmsburger Wettern és un wettern a Wilhelmsburg a l'estat d'Hamburg a Alemanya. Neix a l'est del dic principal Pollhorner Hauptdeich i desemboca al llac Finkenrieker Mahlbusen, abans de vessar a l'Elba meridional.

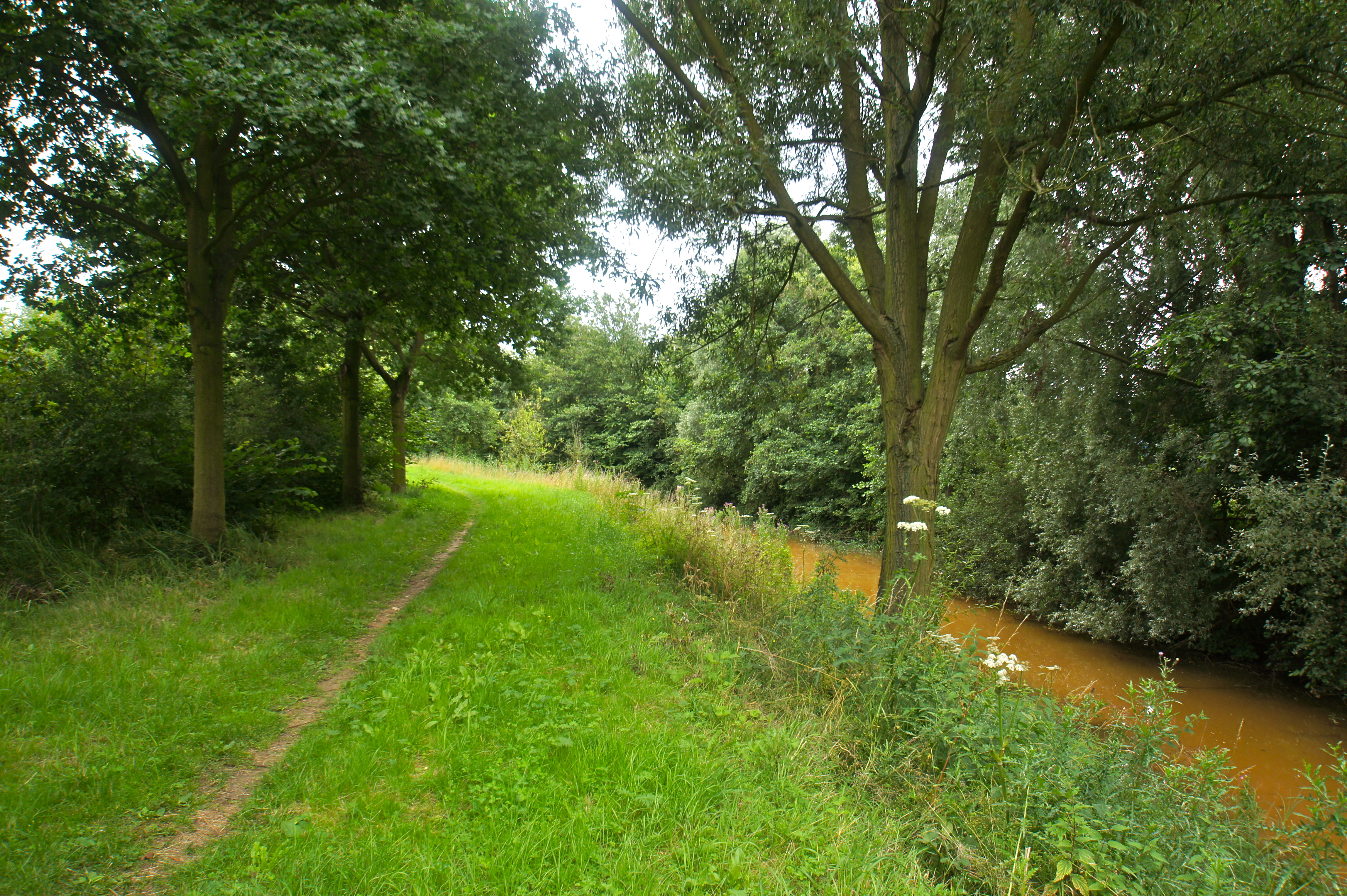
El sender estret al llarg del wettern enllotat

El seu curs superior fins al pas sota la carretera B4-B75 està força estanyat i la qualitat de l'aigua queda mitjana, una aportació d'òxids de ferro dona un color groc-ocre i fa l'aigua opac, poc interessant per a ocells pescadors.
És un romanent d'una llarga xarxa de petits braços de l'Elba que separaven una sèrie de petites illes fluvials. Des de l'edat mitjana l'home va començar la pòlderització de Wilhelmsburg i va aprofitar-los per fer-ne weterings.

## Afluents
- Rathauswettern
- Kirchdorfer Wettern

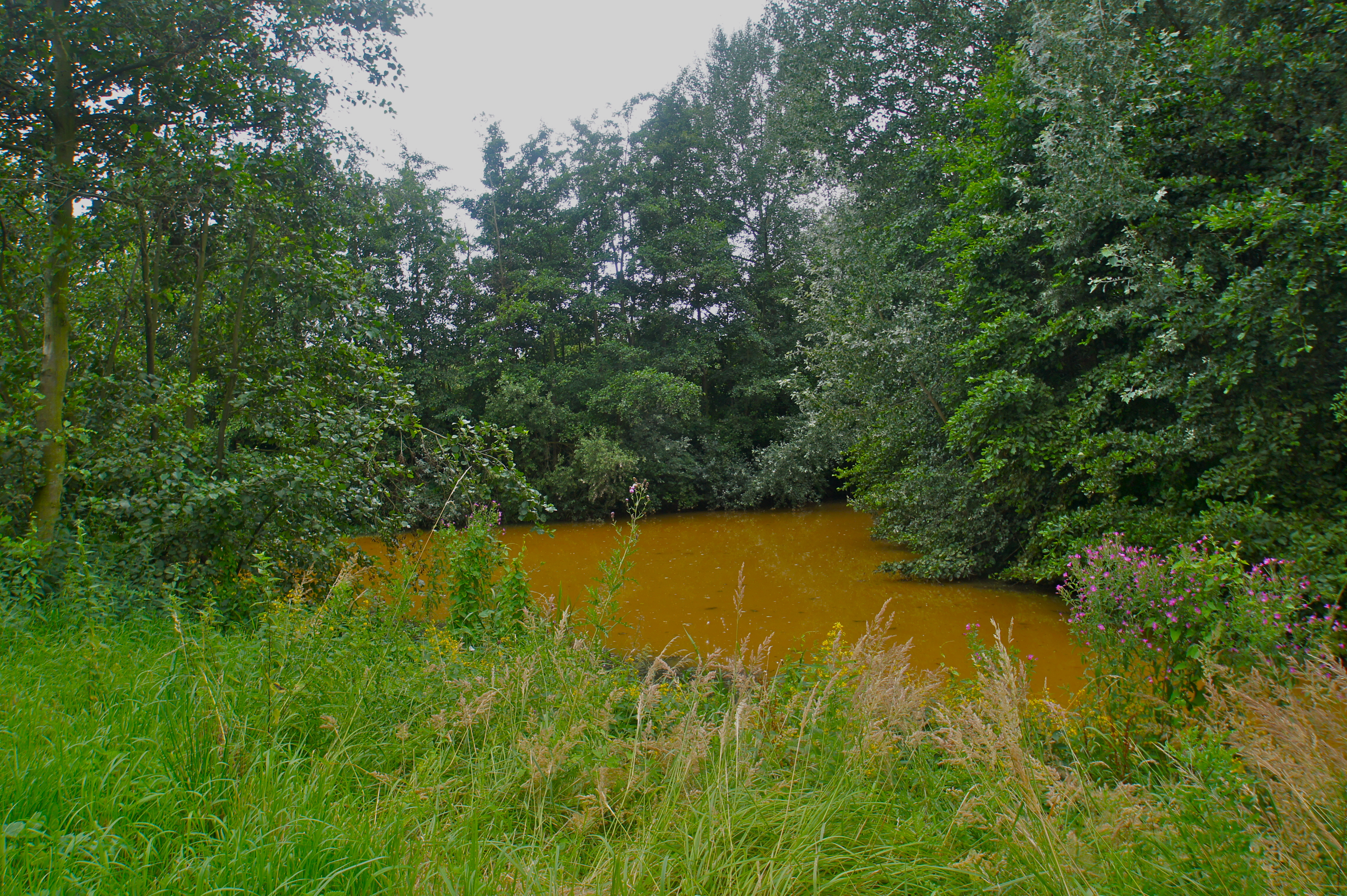
Aiguabarreig amb el Rathauswettern
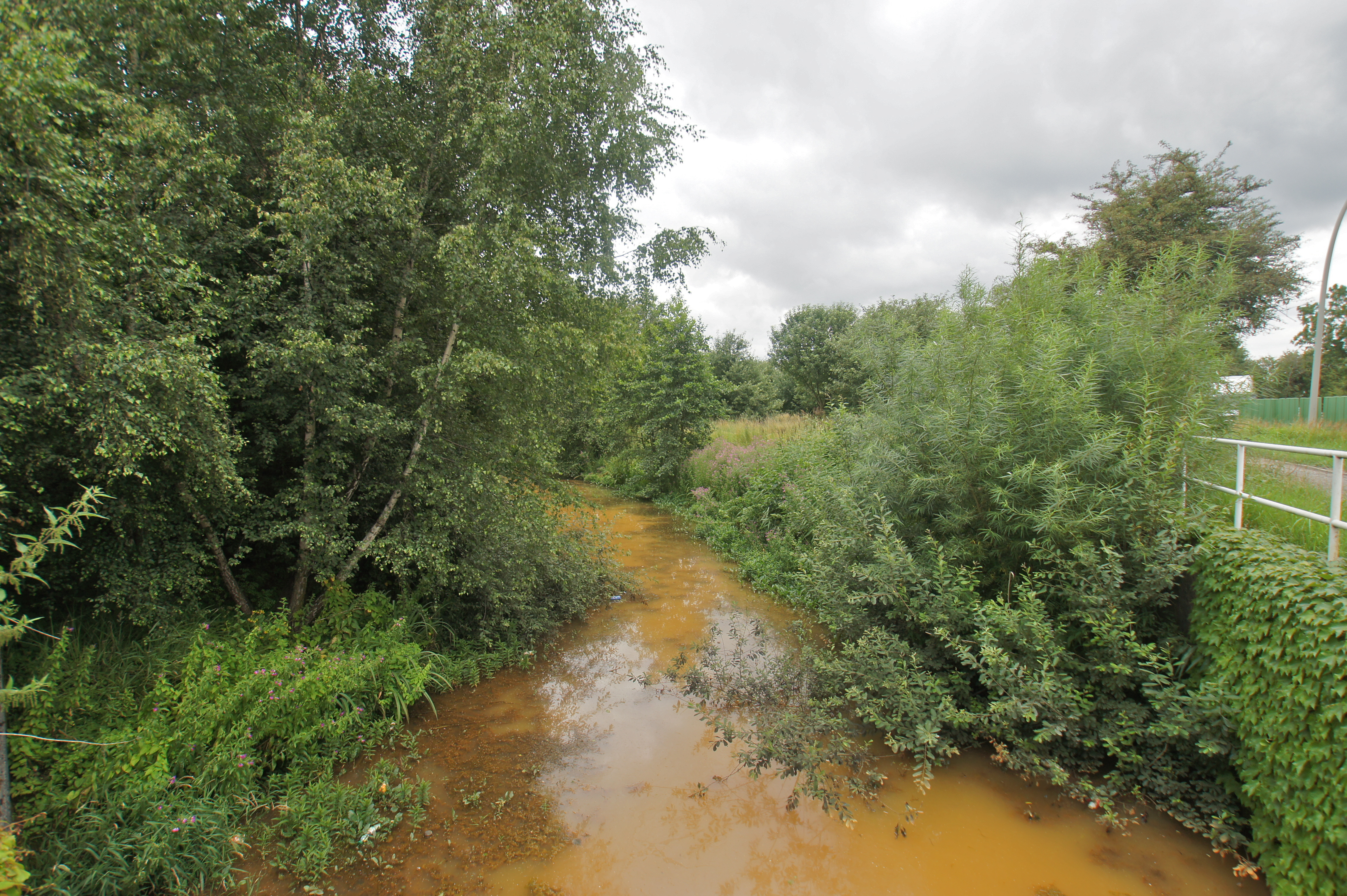
A prop de la carretera B75 B4
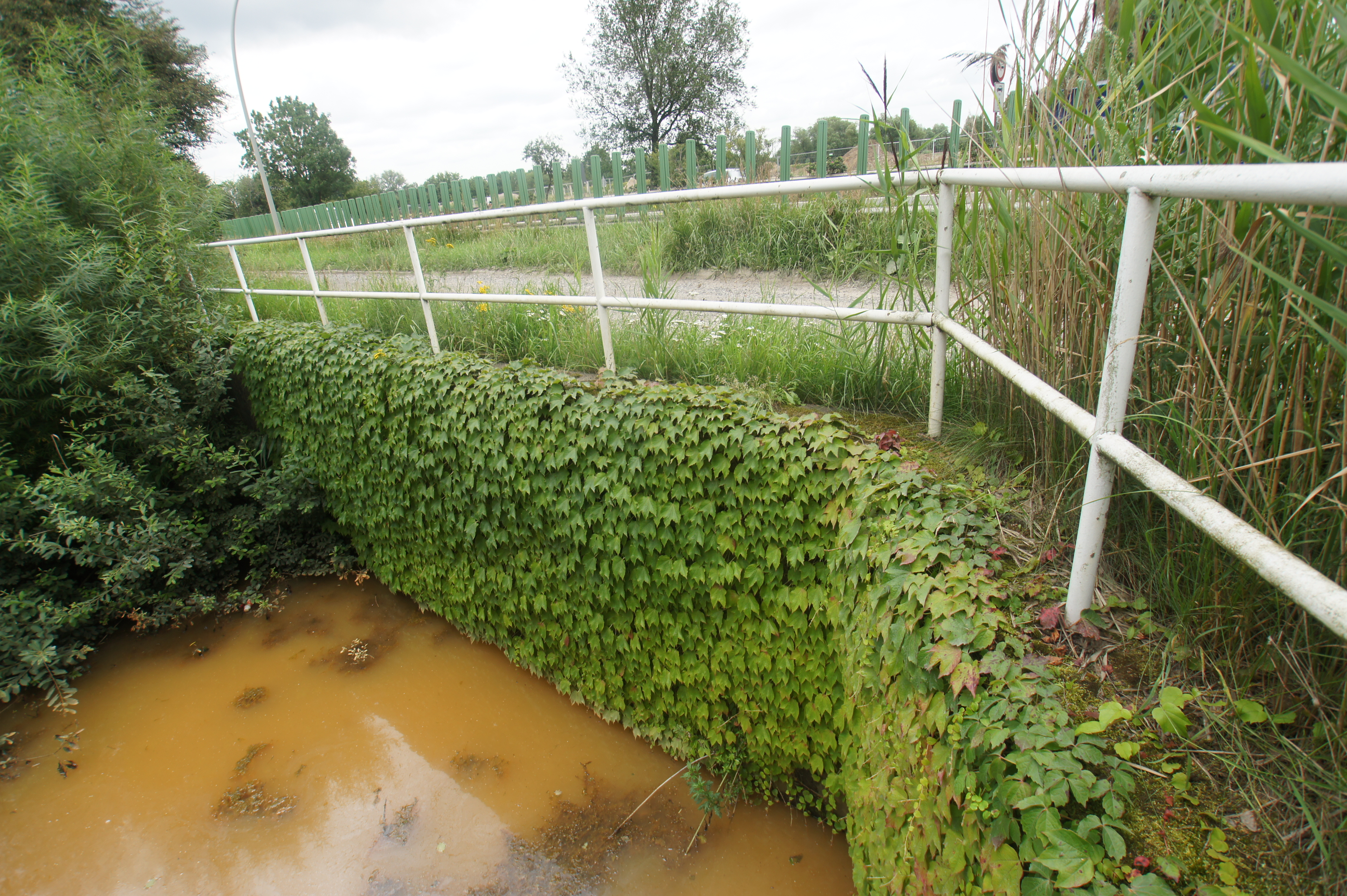
El pas sota la carretera B75 B4
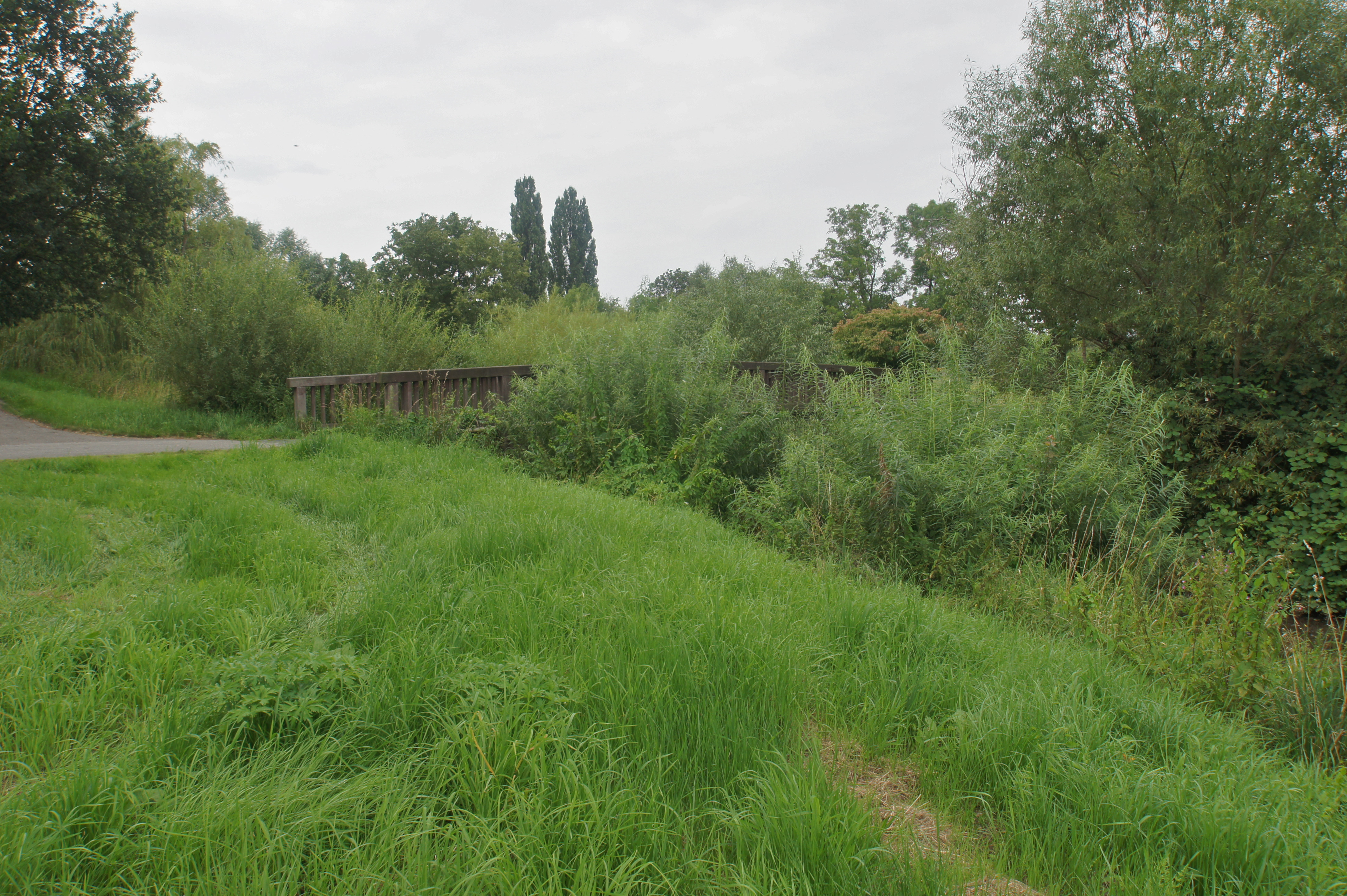
Pont al cementiri de Finkenriek
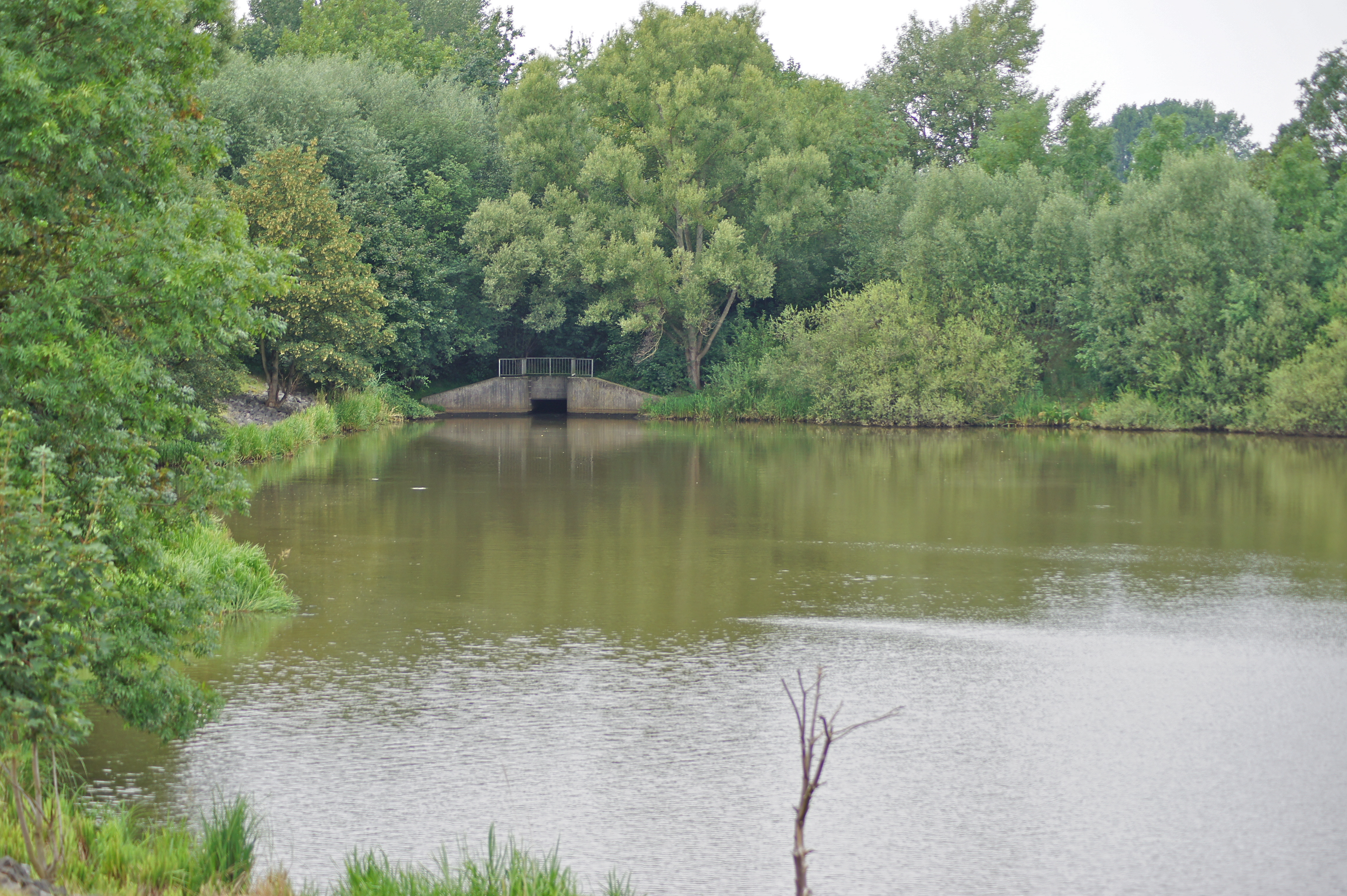
Desembocadura de la resclosa de desguàs al llac Finkenrieker Mahlbusen
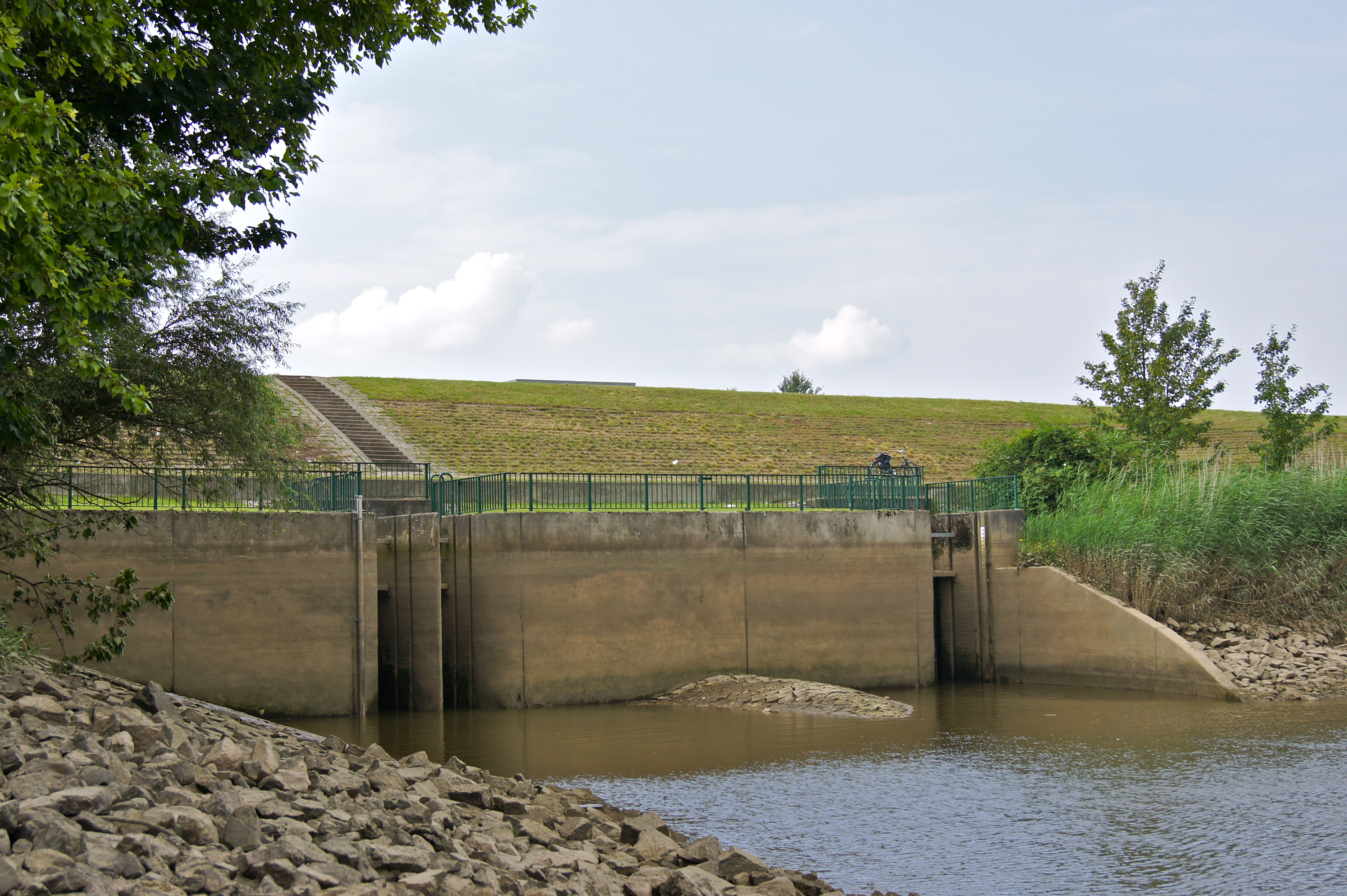
Desembocadura a l'Elba al Port d'Holstenkaten